# Rudolf Heise
Rudolf Heise (* 3. Januar 1915 in Wulsdorf; † 27. Juni 2002) war ein deutscher Politiker (FDP) und Mitglied der Bremischen Bürgerschaft.

## Biografie
Nach dem Abschluss der Mittleren Reife war Heise seit 1931 in Ausbildung und Berufstätigkeit als kfm. Angestellter im elterlichen Betrieb. Zum 1. November 1933 schloss er sich der SS an (SS-Nummer 184.011), aus der er Mai 1936 wegen Einberufung zum Reichsarbeitsdienst ausschied. Von November 1937 bis 1945 war er Soldat. 
Nach Kriegsende folgte zunächst eine Tätigkeit in der Landwirtschaft. Im April 1948 wurde er aufgrund der Weihnachtsamnestie als „nicht betroffen“ entnazifiziert. Seit 1947 dann Prokurist im elterlichen Betrieb; von 1951 bis 1967 war er selbständig als Kaufmann und als Geschäftsführer, dann Prokurist einer Fischdampfer-Reederei, anschließend bis zur Verrentung 1973 wieder selbständiger Kaufmann.
Von Januar 1993 bis Mai 1995 war er in Nachfolge des verstorbenen Abgeordneten Fred Jungclaus Mitglied der 13. Bremischen Bürgerschaft. 